# ده يوسفان (مقاطعة دلفان)
ده يوسفان (بالفارسية: ده یوسفان سفلی) هي مستوطنة تقع في قسم ميربغ الجنوبي الريفي (مقاطعة دلفان) في إيران. يقدر عدد سكانها بـ 194 نسمة .